# Maha Nagar, Chitapur
Maha Nagar là một làng thuộc tehsil Chitapur, huyện Gulbarga, bang Karnataka, Ấn Độ.